# 阿卜迪亚齐兹区
阿卜迪亚齐兹区（阿拉伯语：‎）是索馬利亞的一個區，位於該國東南方的巴納迪爾州，東北與卡蘭區相鄰，西與希比斯区相鄰，西南與尚加尼区相鄰，南部與東部與印度洋相接。

## 外部鏈結
- Districts of Somalia （页面存档备份，存于）
- 阿卜迪亚齐兹区行政區域圖 （页面存档备份，存于）